# Vitória S.C. (baloncesto)
El Vitória S.C. es un equipo de baloncesto portugués, con sede en la ciudad de Guimarães, que compite en la LPB, la máxima competición de su país. Disputa sus partidos en el Pavilhão Unidade Vimaranense. Es la sección de baloncesto del Vitória Sport Clube.

## Posiciones en liga
| Temporada | Competición Doméstica | Competición Doméstica | Competición Doméstica | Competición Doméstica | Copas            | Copas        |
| Temporada | División              | Liga                  | Posición              | Play-Offs             | Copa             | Supercopa    |
| --------- | --------------------- | --------------------- | --------------------- | --------------------- | ---------------- | ------------ |
| 2012–13   | 1                     | LPB                   | 5                     | Cuartos de final      | Campeón          | -            |
| 2013–14   | 1                     | LPB                   | 2                     | Subcampeones          | Semifinales      | Subcampeones |
| 2014–15   | 1                     | LPB                   | 2                     | Subcampeones          | Cuartos de final |              |
| 2015–16   | 1                     | LPB                   | 8                     |                       | Semifinales      |              |
| 2016–17   | 1                     | LPB                   | 4                     | Semifinales           | Semifinales      |              |
| 2017–18   | 1                     | LPB                   | 5                     | Semifinales           | Octavos de final |              |
| 2018–19   | 1                     | LPB                   | 9                     |                       | Octavos de final |              |
| 2019–20   | 1                     | LPB                   | 5                     |                       | Semifinales      |              |
| 2020–21   | 1                     | LPB                   | 8                     | Cuartos de final      | Cuartos de final |              |
| 2021–22   | 1                     | LPB                   | 10                    |                       | Semifinales      |              |

## Palmarés
- Subcampeón LPB -  2014, 2015

- Campeón Copa Portuguesa -  2008, 2013

- Subcampeón Copa de la Liga -  2015

- Subcampeón Supercopa -  2008, 2013

- Campeón Troféu António Pratas -  2009

- Campeón Proliga  -  2007
- Subcampeón Proliga  -  2008

## Jugadores destacados
| - Sergio Correia - Nebojsa Pavlovic - Luis Lima - Antonio Neto - Ismael Torres - Maris Gulbis - Temi Adebayo - Carlos Areias - João Balseiro - André Bessa - Paulo Cunha - Paulo Diamantino - Carlos Fechas - Luis Ferreira - Cláudio Fonseca - João Guerreiro | - Filipe Lima - Fernando Neves - Francisco Oliveira - Nuno Pedroso - Rui Pereira - Pedro Pinto - Jaime Silva - José Silva - Augusto Sobrinho - Pedro Tavares - João Torrie - Julian Banks - Mario Boggan - Brandon Brown - Cory Coe - Nate Daniels | - Tommie Eddie - Michael Gomez - Louis Graham - Will Holland - Travis Leech - Zeke Marshall - Kevin Martin - Tony Meier - Karlton Mims - Donte Minter - Brian Morris - Roderick Nealy - Derek Paben - Quilninious Randall - Nolan Richardson - Cornelius Roberts | - James Saint-Robert - John Sullivan - Dain Swetalla - Charlie Swiggett - Willie Taylor - Harvey Thomas - John Waller - Doug Wiggins - John Winchester - Paulo Ferreira - Bruno Marques - Iván Almeida - Joel Almeida - Joaquim Soares - Francisco Machado - Ije Nwankwo |